# Глинск (Калиновский район)
Глинск (укр. Глинськ) — село на Украине, находится в Калиновском районе Винницкой области.
Код КОАТУУ — 0521680603. Население по переписи 2001 года составляет 1471 человек. Почтовый индекс — 22425. Телефонный код — 4333.
Занимает площадь 3,47 км².
В селе действует храм Успения Пресвятой Богородицы Калиновского благочиния Винницкой епархии Украинской православной церкви.
Из материалов книги "Труды Подольского епархиального историко-статистического комитета" за 1901 год:

Почва черноземистая, с примесью песку. В конце селения находится урочище с большой насыпью: там некогда возвышался дворец, принадлежавший князьям Глинским. Население прихода в 1898 году 242 однодворцев и мещан, из них 2047 крестьян обоего пола. Все прихожане малоросы, православные, и занимаются преимущественно хлебопашеством. Со времени существования прихода в нем было 2 деревянных храма: один в честь успения Божьей Матери, другой во имя святого великомученика Дмитрия. Когда последний обветшал и был разрушен, на его месте воздвигнута небольшая часовня; когда же и эта пришла в упадок, то на месте бывшего престола поставлен деревянный крест, а усадьба и погост заняты крестьянами, которые, пользуясь землей, платят помещику Милорадовичу. К половине нынешнего столетия пришел в ветхость и Успенский деревянный храм, почему был разобран и на его месте в 1852 году был воздвигнут новый Успенский храм, стоивший прихожанам около 20000 рублей. Церковной земли: усадьба 3 д., пахотной 46 д., сенокос 21 д., и болотистой 2 десятины. Помещения ветхи кроме дома псаломщика, построенного в 1890 году. В Глинске есть одноклассное училище, считавшееся на то время низшим заведением Министерства народного просвещения Российской империи. Законоучитель - приходской священник Иван Матвеевич Глуговский. Кроме того есть церковная школа для девочек с 1897 года.— Труды Подольского епархиального историко-статистического комитета, выпуск девятый. — Каменец-Подольский, 1901 год, стр. 280.

## Адрес местного совета
22425, Винницкая область, Калиновский р-н, с. Глинск, ул. Ленина, 6